# Olivo Arena
O Palacio de Deportes Olivo Arena, mais conhecido como Olivo Arena, é uma arena desportiva localizada no município de Jaén, na Espanha. Foi inaugurado em 2021, tendo capacidade para mais de 6.500 espectadores, podendo ser expandido para acomodar 10 mil em concertos e shows. Em 2022, sediou o Campeonato Europeu de Futsal Sub-19: durante a final, realizada em 10 de setembro e disputada entre as equipes da Espanha e Portugal, estiveram presentes 3.067 espectadores, o que constitui o público recorde do local. Para realizar a construção da arena, foram investidos 22,5 milhões de euros, divididos igualmente entre o governo da Andalusia e da Província de Jaén, enquanto o governo municipal cedeu o terreno para a construção do projeto.